# 星川バイパス

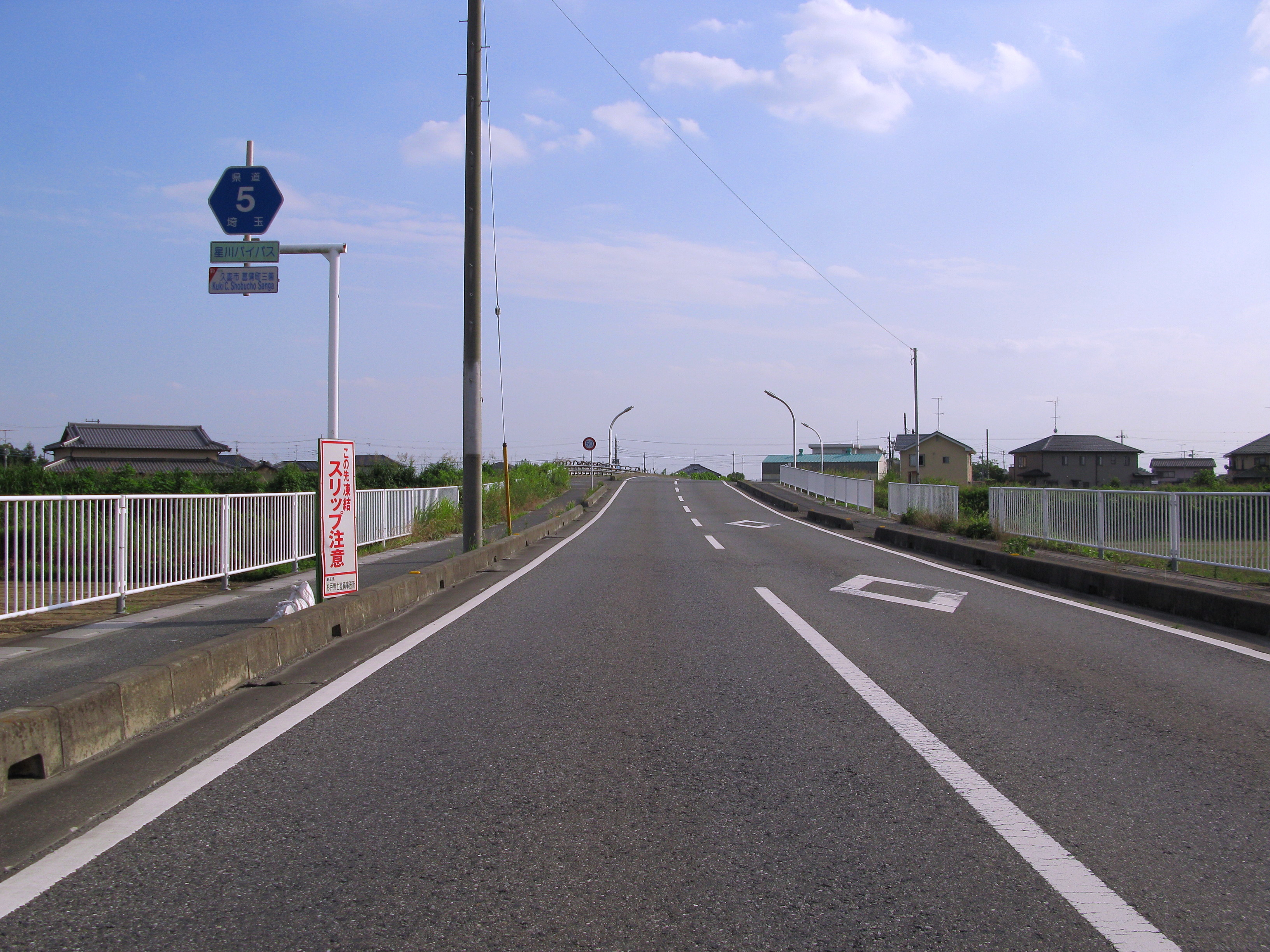
星川バイパス（久喜市菖蒲町三箇地区）

星川バイパス（ほしかわバイパス）は、埼玉県久喜市（旧・南埼玉郡菖蒲町）の上大崎から三箇（国道122号旧道）へ接続する、埼玉県道5号さいたま菖蒲線のバイパスである。1999年3月27日に開通した。

## 概要

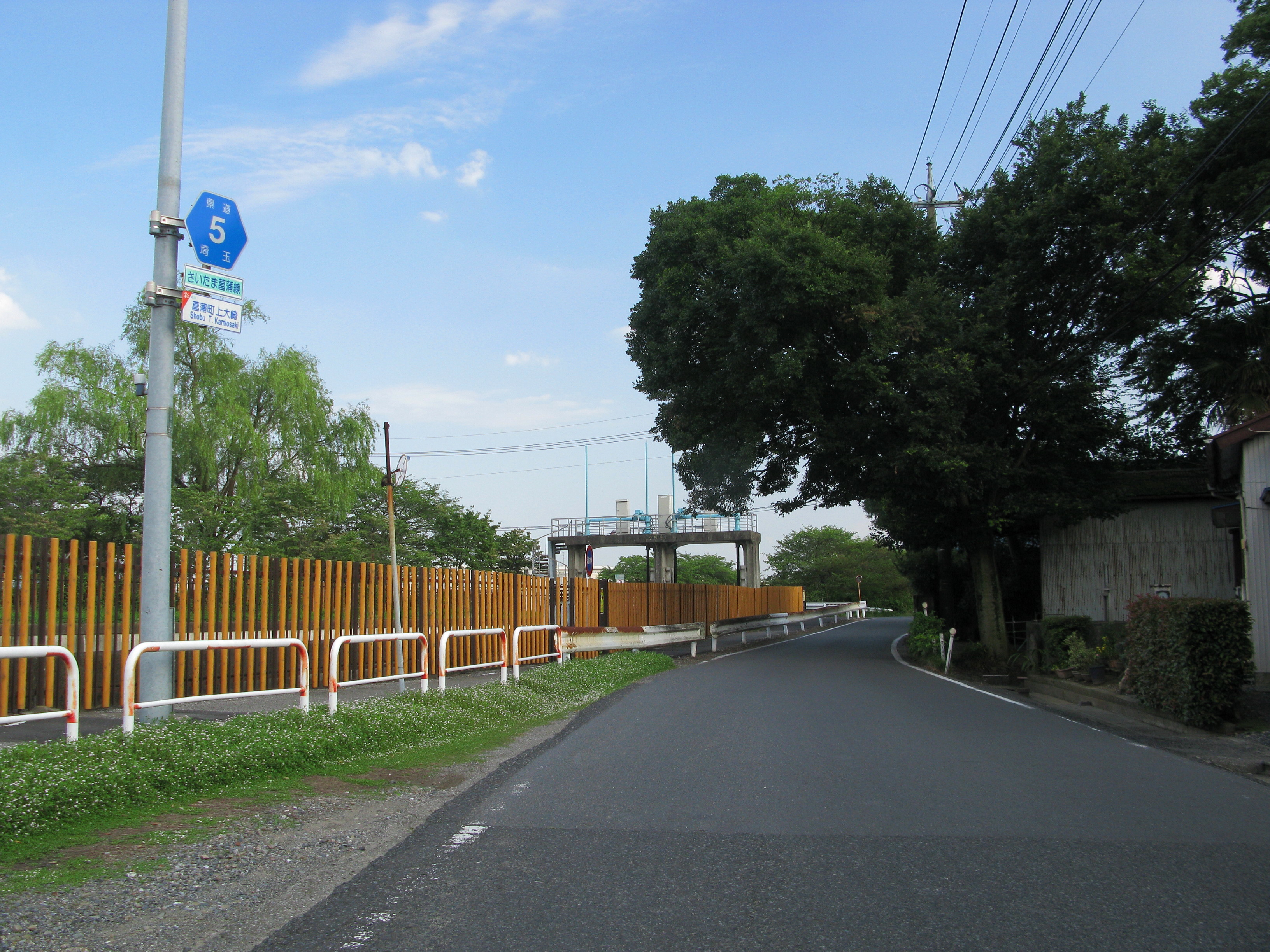
旧道（久喜市上大崎地区）

埼玉県道5号さいたま菖蒲線終点の旧菖蒲町の旧国道122号付近は、用水路沿いの細い道と昔からの商店街を通過する道路であり大型車が通れないほか、乗用車のすれ違いも難しい状態である。
そのため、町の中心部を少し避けた菖蒲町役場（現・久喜市菖蒲行政センター）付近から農地の中を抜け、かつての国道122号へ短絡する片側1車線の本道路が新設された。また、本道路の事実上の延伸部となる久喜市の都市計画道路・寺田上中島線が2014年3月30日に開通し、国道122号騎西菖蒲バイパスへ接続した。

## 接続する道路
- 埼玉県道5号さいたま菖蒲線
- 国道122号（旧道）